# Préhistoire de la Crète

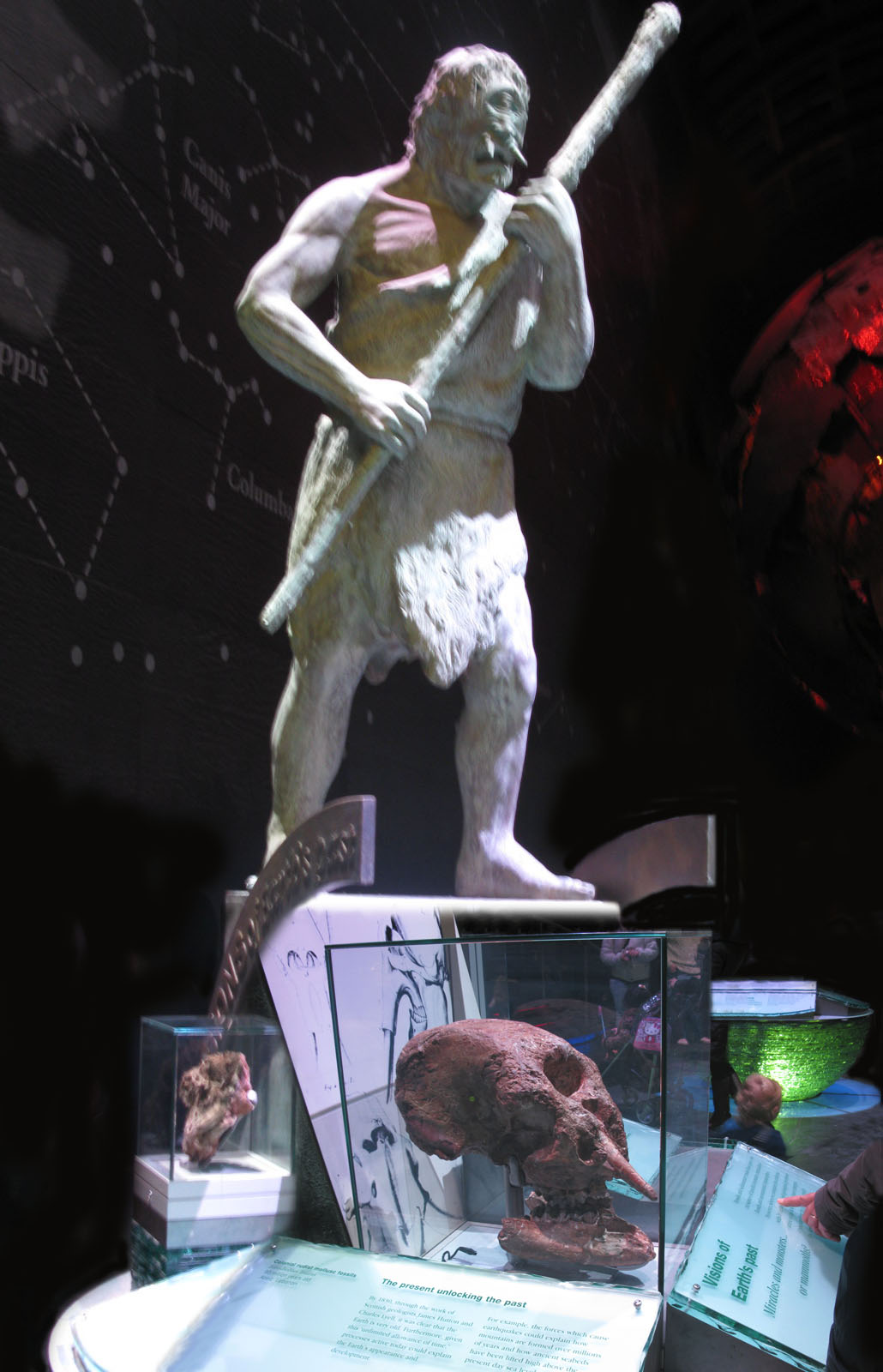
Aux pieds du mannequin représentant le Cyclope, un crâne d'éléphant nain fossile Elephas falconeri, dont la cavité nasale a pu être interprétée comme l’œil unique d’un géant, est peut-être à l’origine de ce mythe, selon le Musée d'histoire naturelle de Londres.

La Préhistoire de la Crète est la période comprise entre l'arrivée de l'homme en Crète, vraisemblablement au Paléolithique moyen, et le début de la civilisation minoenne, que les archéologues rattachent généralement à l'Antiquité.

## Chronologie
La méthode de datation par le carbone 14 permet d'obtenir des dates absolues pour des restes organiques et des charbons de bois jusqu'à environ 40 000 ans d'ancienneté. Si la fin du Néolithique en Crète peut être située vers le milieu du IIIe millénaire av. J.-C., il est difficile d'en déterminer le début précis. L'archéologue Arthur John Evans avança le premier la date de 8000 av. J.-C.. Cette date fut pendant longtemps considérée comme exagérée, et le début du Néolithique fixé avec l'arrivée des premiers agriculteurs sur l'île à partir du VIIe millénaire av. J.-C. Mais au fur et à mesure des découvertes archéologiques, la limite entre Mésolithique et Néolithique semble se rapprocher de plus en plus de l'hypothèse d'Evans.

## Paléolithique

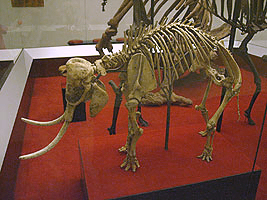
Squelette d'éléphant nain ayant vécu en Crète au Pléistocène

De plus en plus d'archéologues penchent en faveur d'un peuplement de l'île dès le Paléolithique. Des outils en os et en corne ont été découverts dans la région de Réthymnon. Ils auraient appartenu à des hommes de la dernière période glaciaire, mais aucune preuve n’est pour l’instant assez convaincante. À cette période, le niveau de la mer Méditerranée se trouvait au moins cent mètres en dessous de son niveau actuel et il aurait été relativement aisé d'atteindre l'ile depuis le Péloponnèse.

## Mésolithique
La présence de l'homme est considérée comme sûre à partir du Mésolithique (9700 - 7000 av. J.C.), comme le prouvent de nombreux éclats d'obsidiennes trouvés à Trypti et Roussès, à l'est d'Héraklion, et les peintures rupestres d'Asfendou Sfakion, représentant des bêtes à cornes et des motifs abstraits.
La faune de Crète comporte alors des hippopotames nains, dont des restes ont été découverts sur le plateau de Katharos et le plateau du Lassithi, des chevaux nains, des éléphants nains, des cerfs nains Praemegaceros cretensis, des rongeurs géants, des insectivores, des blaireaux, et une sorte de loutre terrestre. Ces espèces naines ou géantes (par rapport à leurs ancêtres continentaux) sont issues d'une adaptation spécifique aux milieux insulaires. Une étude tend à rapprocher cet animal des mammouths nains. Il n’y a pas de grands carnivores. La plupart de ces animaux disparaissent à l'issue de la dernière période glaciaire. On retrouve la même extinction sur d’autres iles de la mer Méditerranée, comme en Sicile, à Chypre et Majorque. Jusqu’à maintenant, aucun ossement de cette faune endémique n’a été trouvé sur les sites néolithiques. En revanche, leurs ossements d’âge pléistocène, trouvés à l’époque antique, ont pu être à l’origine de légendes comme celle des cyclopes (la large cavité nasale très visible au centre des crânes d’éléphants nains étant prise pour une orbite oculaire de grande taille).

## Néolithique

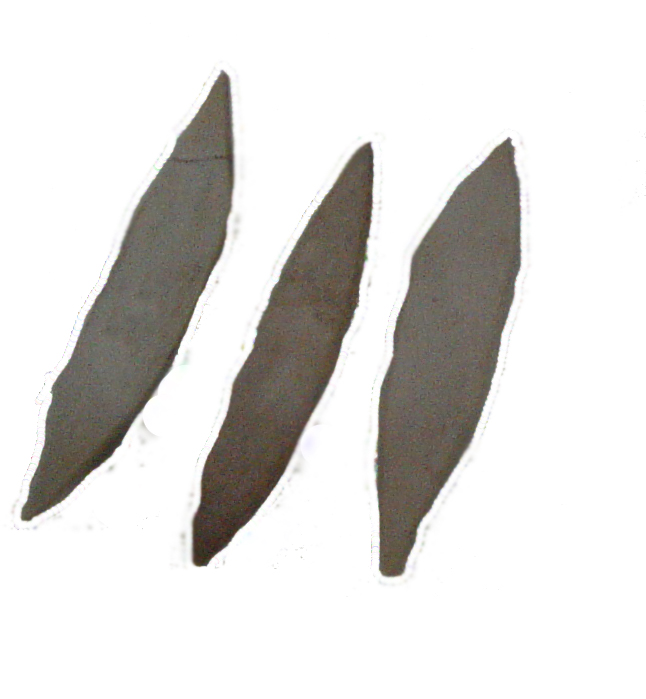
Pointes de lances en pierre taillée du Néolithique. Musée archéologique d'Héraklion

Les caractéristiques du Néolithique en Crète sont l'introduction de l'agriculture, la construction d'habitats sédentaires, l'utilisation de nouvelles formes d'outils en pierre, plus élaborés et parfois polis, ainsi que l'apparition de la céramique.
C'est au Proche-Orient, sur un arc allant du Levant aux monts Zagros, en passant par le Sud-Est anatolien, que naquit l'agriculture au IXe millénaire av. J.-C., avant de se répandre dans tout le Proche-Orient au cours du VIIIe millénaire av. J.-C., grâce à l'expansion des populations d'agriculteurs. La Crète aurait bénéficié de l'arrivée d'habitants venus probablement d'Anatolie. Ainsi, les analyses du cimetière néolithique d'Aposelemis, postérieures aux niveaux les plus anciens de Knossos d'environ 1 000 ans, suggèrent une origine anatolienne des premiers colons néolithiques. Ils introduisent alors du bétail : des moutons, chèvres, cochons, mais également la culture des céréales et des légumes.
Les chasseurs-cueilleurs du Mésolithique subsistent au début du Néolithique en marge des agriculteurs et éleveurs. Ainsi, de nombreuses grottes sont encore occupées alors qu'apparaissent les premiers villages, et certaines d'entre elles le sont jusqu'à l'époque minoenne prépalatiale (Miamou, Eileithyia, Pretyvola, Arkalochori, Trapeza...).
Jusqu’à présent, le site de Knossos, dont l’occupation remonte au VIIe millénaire av. J.-C. (couche X), demeure le seul site néolithique précéramique. En effet, le fait qu'aucune poterie n'ait été trouvée dans la couche X laisse penser que l'occupation initiale du site date d'avant l'apparition de la céramique. Le site couvre alors 350 000 m2. Les rares ossements trouvés sont ceux d’animaux mentionnés ci-dessus, mais aussi de cerfs, de blaireaux, de martres et de souris : l’extinction de la mégafaune locale n’a pas laissé beaucoup de gibier.
Le Néolithique tardif a vu la prolifération de sites, montrant ainsi une croissance de la population. Au cours de cette période, l’âne et le lapin sont introduits sur l’ile, le cerf et l’agrimi chassés. L’agrimi, une chèvre sauvage, conserve les traits des premières domestications. Chevaux, daims et hérissons ne sont attestés à ce jour qu’à l’époque minoenne.
Le Néolithique en Crète est traditionnellement divisé en six phases, d'environ 7000 à 3000 av. J.-C. Les trois premières ont été étudiées et localisées dans des fouilles uniquement à Knossos.
- Néolithique précéramique. L'habitat de Knossos se présente comme une installation de huttes en pieux de bois. Les statuettes en terre cuite, les outils d'obsidienne, les graines et les nombreux ossements d'animaux témoignent d'un stade précoce de cette période basée sur l'agriculture et l'élevage.
- Néolithique ancien I. La localité de Knossos s'étend. Apparition de poteries en terre cuite. Innombrables éclats d'obsidienne ainsi que des haches de pierre. Cette phase est observée également dans les grottes de Gerani et Lera Acrotiriou.
- Néolithique ancien II. Extension de Knossos. Phase qui semble assez courte.
- Néolithique moyen
- Néolithique postérieur (ou récent). Augmentation des villages dans toute la Crète. Plus de cent sites ont été répertoriés, sur les côtes ou au sommet des collines, sur les flancs des montagnes, dans des grottes et des endroits abrités par les rochers.
- Néolithique final. Période d'explosion démographique en Crète. Des sites de cette période ont été localisés dans de nombreuses régions de l'ile. La plupart des installations n'étaient que des habitations saisonnières et des huttes. Les centres les plus étendus sont ceux de Knossos et de Phaistos.

### Architecture et habitat
Le site de Knossos fut occupé très tôt, et les fouilles ont révélé pas moins de 10 niveaux correspondant à l'histoire néolithique de Knossos. Chaque niveau, représentant approximativement 300 ans, était construit au-dessus du précédent, à chaque fois que l'habitation devait être mise à niveau pour une raison ou une autre. Ceci donne un aspect de monticule à cet ensemble d'habitations.
Au Néolithique précéramique, l'habitat se présente sous forme de huttes en pieux de bois. Aucune trace de murs n'a été trouvée, mais seulement des trous de poteaux jadis enfoncés dans le sol. Ces habitations gardaient un sol en terre battue. À partir du Néolithique ancien, les fouilles de Knossos (niveau IX) montrent que les maisons possèdent des pièces contiguës, des murs de pierre, surmontés de briques, certains rendus plus solides par l'action de feux. Bien que les fouilles archéologiques montrent que les Crétois du Néolithique semblent connaître la technique de la terre cuite au feu, il semble également qu'ils aient abandonné cette technique rapidement pour revenir à un simple séchage de l'argile au soleil au Néolithique récent. La cuisson au feu ne réapparait que plus tard à l'Âge du bronze, couverts d'un enduit à l'intérieur, comme le sol. Les premières maisons sont de forme rectangulaire, et sans réelles fondations, alors que dans la suite du Néolithique, les bâtiments de briques reposent sur des fondations de pierre. Les toits sont plats et faits de torchis. Les maisons s'équipent de marches en terre cuite et de foyers au Néolithique ancien II.
Une maison de Knossos datant du Néolithique moyen (niveau III) possédait une pièce de 5 m2, une porte dans un coin et une petite estrade dans le coin opposé, sans doute pour y accueillir une couche comme on trouve souvent dans les habitations et palais minoens. Les murs semblent avoir été recouverts d'argile et le sol, en terre battue, présente en son centre un foyer.
De nombreuses grottes sont encore occupées dans un but d'habitation, surtout dans les régions les plus montagneuses. Si Knossos fut un village d'une ampleur importante dès les premiers temps du Néolithique, il semble cependant être le seul de Crète jusqu'à la fin de la période, quand un village s'établit à Phaistos. Ailleurs, seuls les restes de quelques grandes habitations isolées ont pu être retrouvés, comme à Katsambas et Magasa, où fut découverte une maison en L ayant pu loger une grande famille. Le regroupement des familles est apparemment une chose régulière dans la Crète néolithique, d'après les indications trouvées dans une maison du Néolithique récent à Knossos.

### Céramique et autres objets mobiliers

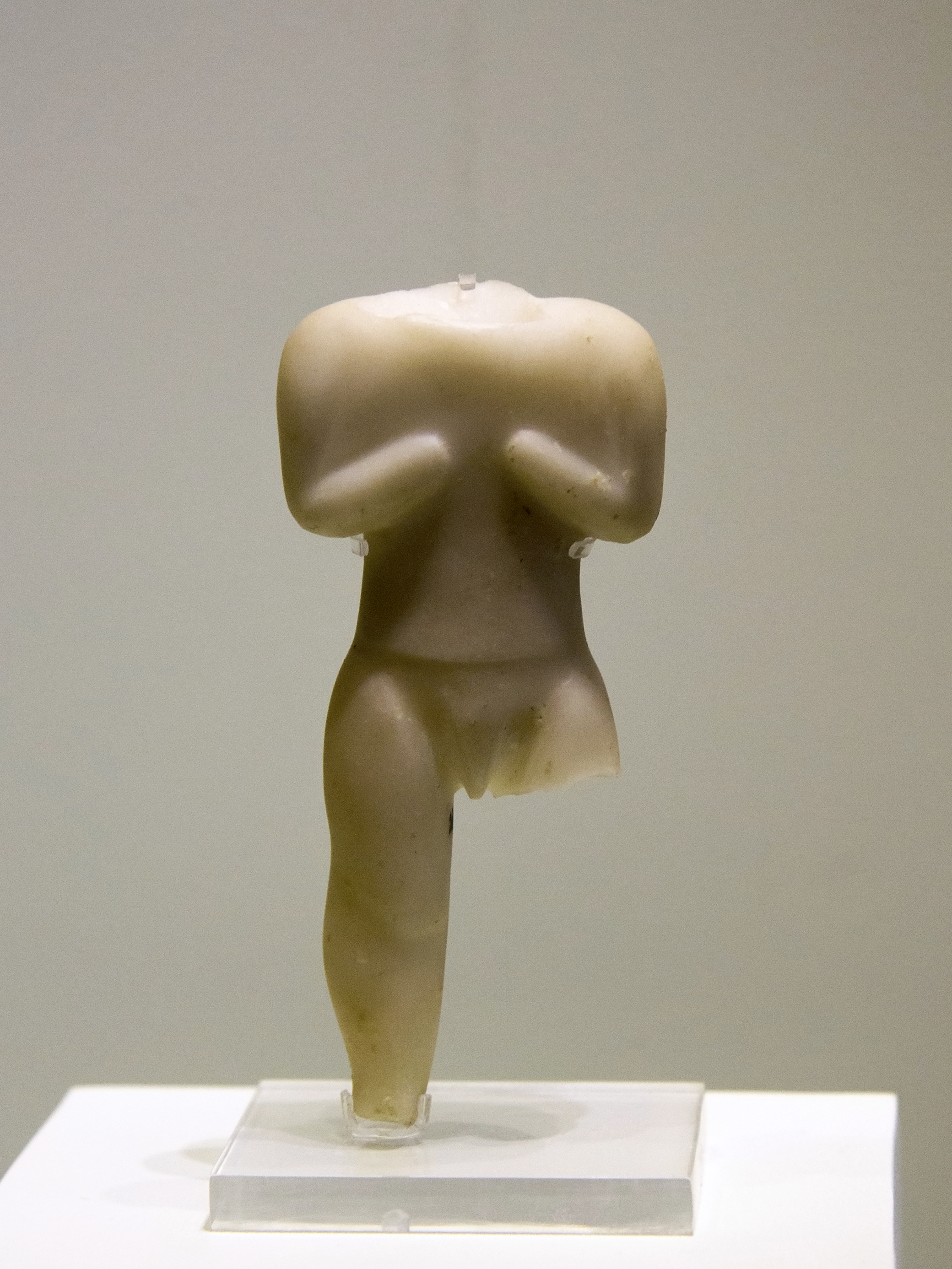
Figurine en marbre d'un homme debout. Le matériau et le rendu naturaliste des détails anatomiques sont inhabituels pour l'époque. Knossos, Néolithique, 6500 – 5900 av. J.-C. Musée archéologique d'Héraklion

La céramique trouvée à Knossos, et datant du Néolithique ancien I, était assez avancée, tant en ce qui concerne les techniques de fabrication que pour la décoration. L'argile variait du rouge au noir, sans vernis, malgré un certain polissage. Les formes étaient évasées, les parois sphériques ou en forme de quille et le fond plat. Au Néolithique ancien II, les motifs devinrent plus nombreux dans la décoration avec la présence de lignes droites ou brisées, chevrons, triangles et losanges.
La décoration de la céramique du Néolithique moyen trouvée à Knossos et à Katsambas comportait de nouvelles formes, comme des louches et un récipient à deux anses et à ouverture rectangulaire, qui pourrait être une sorte de réchaud. La décoration des céramiques était surtout gravée, mais il existait également des poteries unies et polies.
Au Néolithique récent, il existait deux styles de décorations sur les poteries : le style entriptos (poli) et le style stolidotos (plissé). Les motifs gravés se font rares, alors que les formes les plus courantes étaient les écuelles évasées, les récipients en forme de quille ou de coupe, les pyxides et les pots sphériques à long col. Quatre ensembles de céramique, portant le nom du site où ils ont été trouvés, ont été répertoriés. Les coupes sphériques unies de Knossos, les poteries grossières plissées ou gravées de Mangasa Sitias, les poteries à surface polie de Trapeza Lassithiou, et les poteries peintes en rouge de Phaistos.

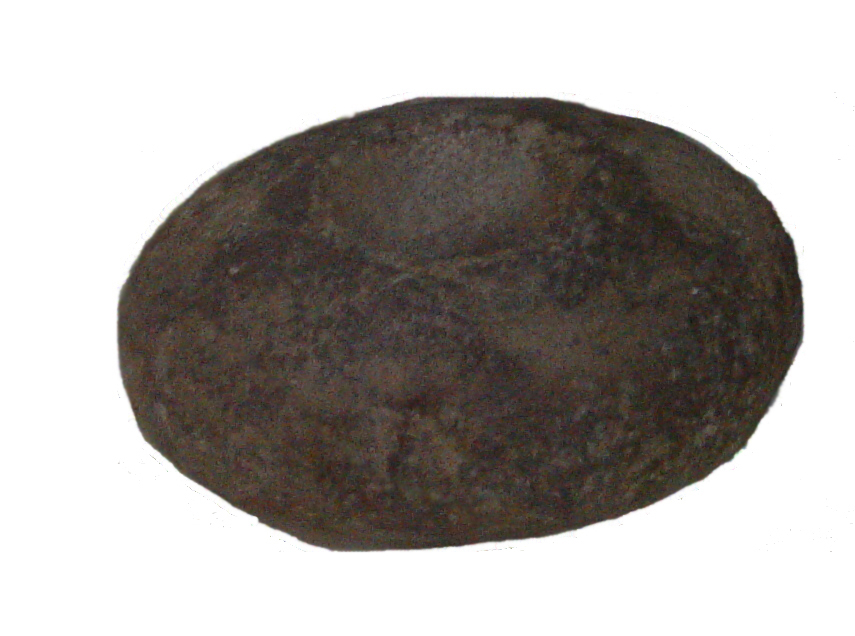
Massue du Néolithique. Musée archéologique d'Heraklion

Les premières statuettes apparaissent dès le Néolithique ancien, faites d'argile, de pierre, d'ardoise, de marbre ou de coquillages. Les statuettes en terre cuite sont plus naturalistes que celles en pierre. Les statuettes avaient sans doute une fonction religieuse et les plus petites devaient être portées autour du cou. Au Néolithique ancien II, les statuettes étaient nombreuses et représentaient généralement des figures féminines dont les parties du corps relatives à la fécondité (seins, ventre, cuisses) étaient mises en valeur.
Ont été trouvés également des pesons de métiers à tisser, ce qui prouve l'existence d'une activité de filature, des outils et des bijoux en os et des outils en pierre : des haches en serpentine, en chlorite, en ardoise et des petits outils en obsidienne et en pyrite. Quelques outils de plus grande taille ont été trouvés, dont des massues, des maillets, des mortiers et des meules. Des bijoux en cristal de roche et en coquillage ont aussi été découverts.

### Rites funéraires
Les morts sont ensevelis dans des cavités du rocher ou des grottes. Cette pratique continue même après que les grottes ne constituent plus l'habitat privilégié. Les premières tombes à coupole connues apparaissent à Lebena et Krassi. Ce sont des constructions en forme de four, d'un diamètre de 5 à 10 mètres, avec un toit à encorbellement. Ces toits ayant tous été trouvés écroulés, les chercheurs se sont demandé s'ils étaient réellement à encorbellement, et il a été suggéré que les toits avaient été en bois et plats. Mais le plan circulaire, l'épaisseur des murs, le fait que les restes d'ensevelissement plus anciens étaient brulés par de grands feux allumés à l'intérieur des tombes pour faire place à de nouveaux cadavres, et des observations concernant la position des pierres tombées du toit, plaident en faveur de la théorie des tombes à encorbellement.
Arthur Evans estimait que ces tombes dérivaient de prototypes libyens. Pour Alexiou, ces tombes sont les ancêtres des tombes à tholos mycéniennes, trouvées en Grèce continentale, plus élaborées mais couvertes pareillement. Ces tombes étaient sans doute la propriété de tout un clan et étaient utilisées comme lieu de sépulture collective pendant une longue période, et pour des centaines de corps. Ce type de tombe se répand ensuite dans la plaine de la Messará (à Platanos et Aghia Triada) et jusque dans la région de Sitía. À Palékastro et à Mochlos, on trouve des tombes composées de groupes de chambres rectangulaires adjacentes, dites "ossuaires". Les morts sont enterrés et accompagnés de poteries et de bijoux en pierre.
La pratique, répandue dans le monde néolithique, qui veut que les morts soient enterrés sous le sol de la maison semble avoir déjà été abandonnée lorsque les premiers migrants arrivent sur l'ile. Cependant, dans la couche X de Knossos, sept tombes d'enfants ont été découvertes, dans le sol des habitations. Cette pratique semble s'être éteinte par la suite en Crète,.

### Populations et société
Une étude de paléogénétique a mis en évidence une forte proportion de consanguinité dans la région égéenne comme en Crète. Environ 30 % des individus montrent un degré de consanguinité équivalent à un mariage des parents entre cousins au premier ou au second degré entre le Néolithique et la fin de l'Âge du Bronze. Chez les anciens individus du site d Agios Charalampos, le nombre de cas de consanguinité atteint 50 %. La plupart de ces cas sont formés par des couples de cousins germains, ce qui signifie que cette communauté devait former une société endogame basée principalement sur le mariage entre cousins.

### Échanges
Les échanges de la Crète avec le reste de la mer Égée semblent se développer essentiellement vers la fin du Néolithique. La céramique peinte en rouge et polie de Phaistos et Knossos laisse supposer que des relations existent avec les régions nord et est de la mer Égée, où l'on trouve des céramiques identiques. Une statuette de la grotte des tailleurs de pierre (Spilaio ton pelekiton Zakrou) rappelle la céramique chypriote. L'introduction de l'obsidienne, en provenance de Milos et de Nissiros pour la fabrication de petits outils présuppose l'essor de la navigation en mer Égée.